# Cunlhac
Cunlhat és un municipi francès situat al departament del Puèi Domat i a la regió d'Alvèrnia-Roine-Alps. L'any 2007 tenia 1.328 habitants.

## Demografia

### Població
El 2007 la població de fet de Cunlhat era de 1.328 persones. Hi havia 522 famílies de les quals 184 eren unipersonals (104 homes vivint sols i 80 dones vivint soles), 165 parelles sense fills, 141 parelles amb fills i 32 famílies monoparentals amb fills.
La població ha evolucionat segons el següent gràfic:
Habitants censats

### Habitatges
El 2007 hi havia 900 habitatges, 523 eren l'habitatge principal de la família, 270 eren segones residències i 106 estaven desocupats. 766 eren cases i 121 eren apartaments. Dels 523 habitatges principals, 351 estaven ocupats pels seus propietaris, 146 estaven llogats i ocupats pels llogaters i 27 estaven cedits a títol gratuït; 4 tenien una cambra, 35 en tenien dues, 105 en tenien tres, 156 en tenien quatre i 223 en tenien cinc o més. 280 habitatges disposaven pel capbaix d'una plaça de pàrquing. A 264 habitatges hi havia un automòbil i a 150 n'hi havia dos o més.

### Piràmide de població
La piràmide de població per edats i sexe el 2009 era:
| Homes | Edats   | Dones |
| ----- | ------- | ----- |
| 0     | 95 o +  | 0     |
| 12    | 90 a 94 | 12    |
| 16    | 85 a 89 | 36    |
| 4     | 80 a 84 | 32    |
| 40    | 75 a 79 | 24    |
| 32    | 70 a 74 | 52    |
| 44    | 65 a 69 | 20    |
| 20    | 60 a 64 | 24    |
| 20    | 55 a 59 | 28    |
| 52    | 50 a 54 | 44    |
| 76    | 45 a 49 | 36    |
| 60    | 40 a 44 | 68    |
| 52    | 35 a 39 | 44    |
| 80    | 30 a 34 | 52    |
| 24    | 25 a 29 | 48    |
| 40    | 20 a 24 | 20    |
| 48    | 15 a 19 | 8     |
| 52    | 10 a 14 | 44    |
| 20    | 5 a 9   | 20    |
| 16    | 0 a 4   | 36    |

## Economia
El 2007 la població en edat de treballar era de 817 persones, 547 eren actives i 270 eren inactives. De les 547 persones actives 491 estaven ocupades (260 homes i 231 dones) i 56 estaven aturades (30 homes i 26 dones). De les 270 persones inactives 73 estaven jubilades, 55 estaven estudiant i 142 estaven classificades com a «altres inactius».

### Ingressos
El 2009 a Cunlhat hi havia 543 unitats fiscals que integraven 1.203,5 persones, la mediana anual d'ingressos fiscals per persona era de 14.729 €.

### Activitats econòmiques
Dels 76 establiments que hi havia el 2007, 4 eren d'empreses alimentàries, 1 d'una empresa de fabricació d'altres productes industrials, 13 d'empreses de construcció, 14 d'empreses de comerç i reparació d'automòbils, 5 d'empreses de transport, 7 d'empreses d'hostatgeria i restauració, 3 d'empreses d'informació i comunicació, 3 d'empreses financeres, 1 d'una empresa immobiliària, 6 d'empreses de serveis, 12 d'entitats de l'administració pública i 7 d'empreses classificades com a «altres activitats de serveis».
Dels 24 establiments de servei als particulars que hi havia el 2009, 1 era una oficina d'administració d'Hisenda pública, 1 gendarmeria, 1 oficina de correu, 2 oficines bancàries, 1 funerària, 4 paletes, 1 guixaire pintor, 3 fusteries, 2 lampisteries, 1 electricista, 2 perruqueries, 2 veterinaris i 3 restaurants.
Dels 10 establiments comercials que hi havia el 2009, 1 era un supermercat, 1 una botiga de menys de 120 m², 3 fleques, 1 una carnisseria, 1 una llibreria, 1 una botiga d'equipament de la llar, 1 una botiga d'electrodomèstics i 1 una floristeria.
L'any 2000 a Cunlhat hi havia 31 explotacions agrícoles que ocupaven un total de 1.056 hectàrees.

## Equipaments sanitaris i escolars
El 2009 hi havia 1 farmàcia i 1 ambulància.
El 2009 hi havia 1 escola maternal i 1 escola elemental. Cunlhat disposava d'un col·legi d'educació secundària amb 113 alumnes.

## Poblacions més properes
El següent diagrama mostra les poblacions més properes.